# Tycho van Meer
Tycho van Meer (Eindhoven, 30 september 1974) is een voormalig Nederlands hockeyer, die 90 officiële interlands speelde voor de Nederlandse hockeyploeg, en daarin 17 keer scoorde.
Zijn debuut maakte de aanvaller op 30 januari 1994 in de wedstrijd Zuid-Afrika – Nederland (3-4). Zijn laatste interland was op 25 juni 2000: Schotland – Nederland (1-3). Van Meer won met de nationale ploeg de gouden medaille bij de Olympische Spelen van 1996 in Atlanta, en speelde voor de clubs Oranje Zwart, HGC en Amsterdam.
Momenteel werkt hij in het ziekenhuis NWZ in Alkmaar.
Floris Jan Bovelander · 
Jacques Brinkman · 
Maurits Crucq · 
Marc Delissen · 
Jeroen Delmee · 
Taco van den Honert · 
Ronald Jansen · 
Erik Jazet · 
Leo Klein Gebbink · 
Bram Lomans · 
Tycho van Meer · 
Teun de Nooijer · 
Wouter van Pelt · 
Stephan Veen · 
Guus Vogels · 
Remco van Wijk ·
Coach: Roelant Oltmans